# Fenrir
Pour les articles homonymes, voir Fenrir (homonymie).
Dans la mythologie nordique, Fenrir (« habitant des marais »), Fenrisúlfr (« loup de Fenrir ») ou Fenris est un loup gigantesque, fils du dieu Loki et de la géante Angrboda, messagère du malheur. Il a pour frère Jörmungandr, le serpent de Midgard, et pour sœur Hel, qui règne sur le monde des morts. Avec la géante Larnvidia, Fenrir a engendré Hati et Sköll.
Considéré comme trop puissant et dangereux par les dieux, Fenrir est enchaîné par ruse et se libérera pour la bataille prophétique du Ragnarök durant laquelle il avalera Odin puis sera abattu violemment par Vidar, un des fils du dieu.

## Mythes

### Enchaînement

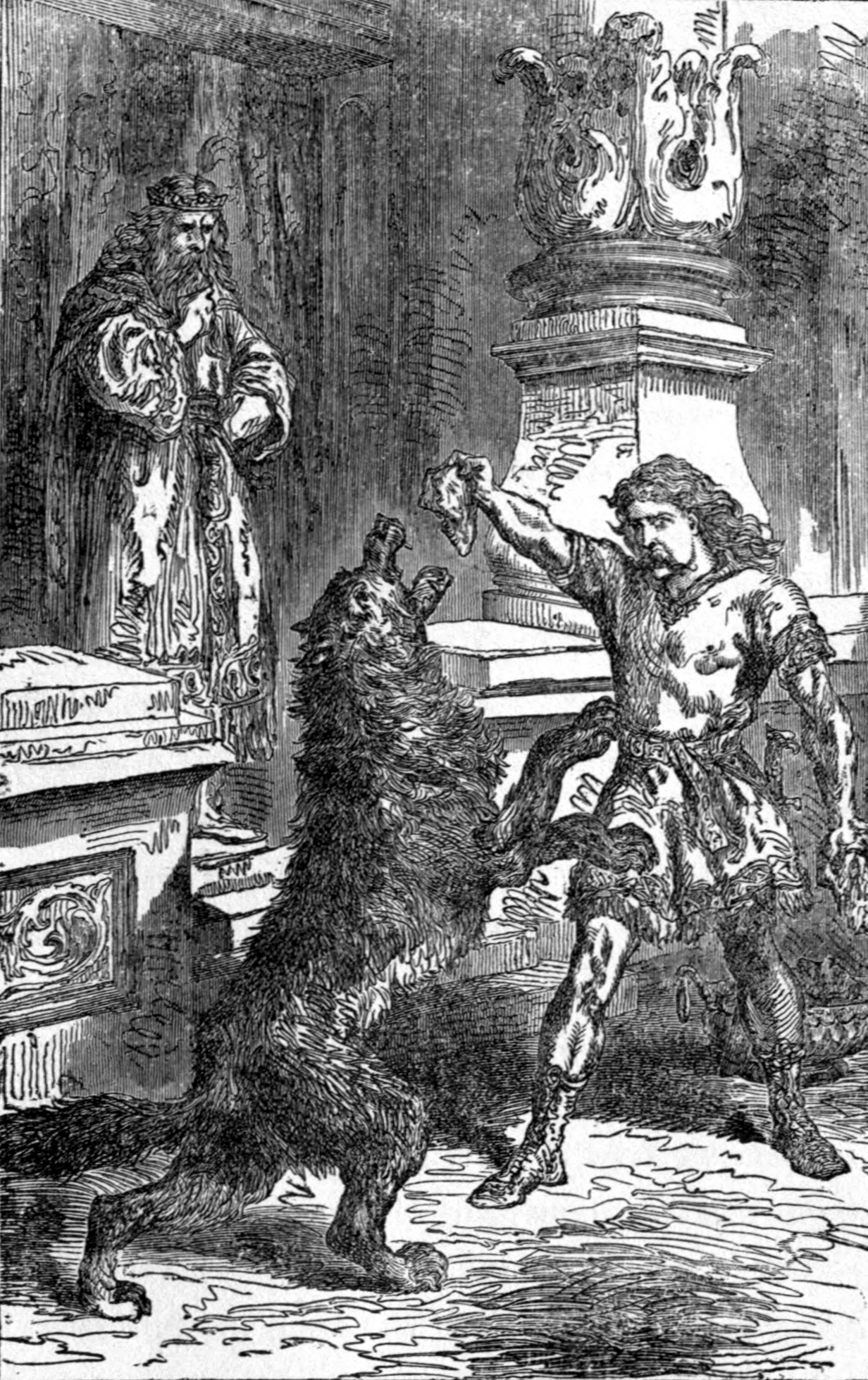
Týr nourrit Fenrir, de Louis Huard (1891).

L'épisode du sacrifice de la main du dieu Týr dans la mâchoire de Fenrir est raconté en détail dans le chapitre 34 du Gylfaginning, il est également évoqué au chapitre 25 en guise d'« exemple de sa hardiesse ». Fenrir est élevé par les Ases et grandit démesurément, à tel point que seul Týr a le courage de lui donner à manger. Les Ases décident alors de l'enchaîner pour qu'il ne puisse accomplir la prophétie selon laquelle il causera leur perte. Ils fabriquent une chaîne (Loeding) et le mettent au défi de se libérer ; celui-ci, voulant accroître son prestige, s'y soumet et y parvient. Alors ils en fabriquent une autre plus solide (Dromi) mais elle cède aussitôt. Craignant de ne pouvoir l'emprisonner, les Ases envoient le messager Skirnir à Svartalfaheimr, chez les elfes sombres, pour fabriquer un lien magique : Gleipnir, faite par des ingrédients qui depuis n'existent plus ; bruits de pas de chat, barbe de femme, racines de montagnes, nerfs d'ours, haleine de poisson et crachat d'oiseau. Le lien a alors l'aspect d'un ruban de soie. Ils demandent à Fenrir de se soumettre une fois de plus à l'épreuve mais celui-ci leur répond qu'il n'a rien à gagner à briser un simple ruban et, s'il était magique, il ne leur fait pas confiance pour le libérer. Il n'accepte de le faire que si l'un d'eux met sa main dans sa gueule en guise de bonne foi.

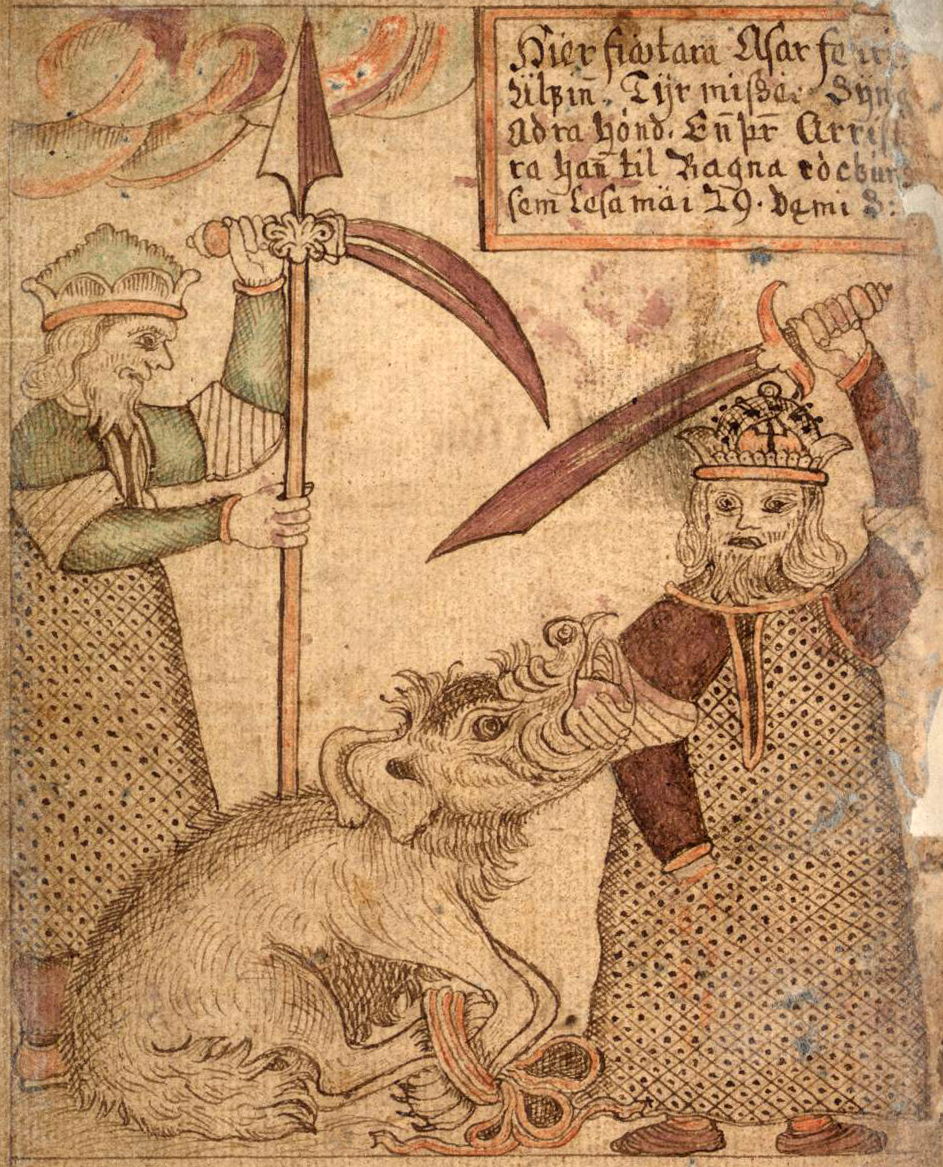
Fenrir arrache la main de Týr. Manuscrit SÁM 66, 1765, Copenhague, Bibliothèque royale.

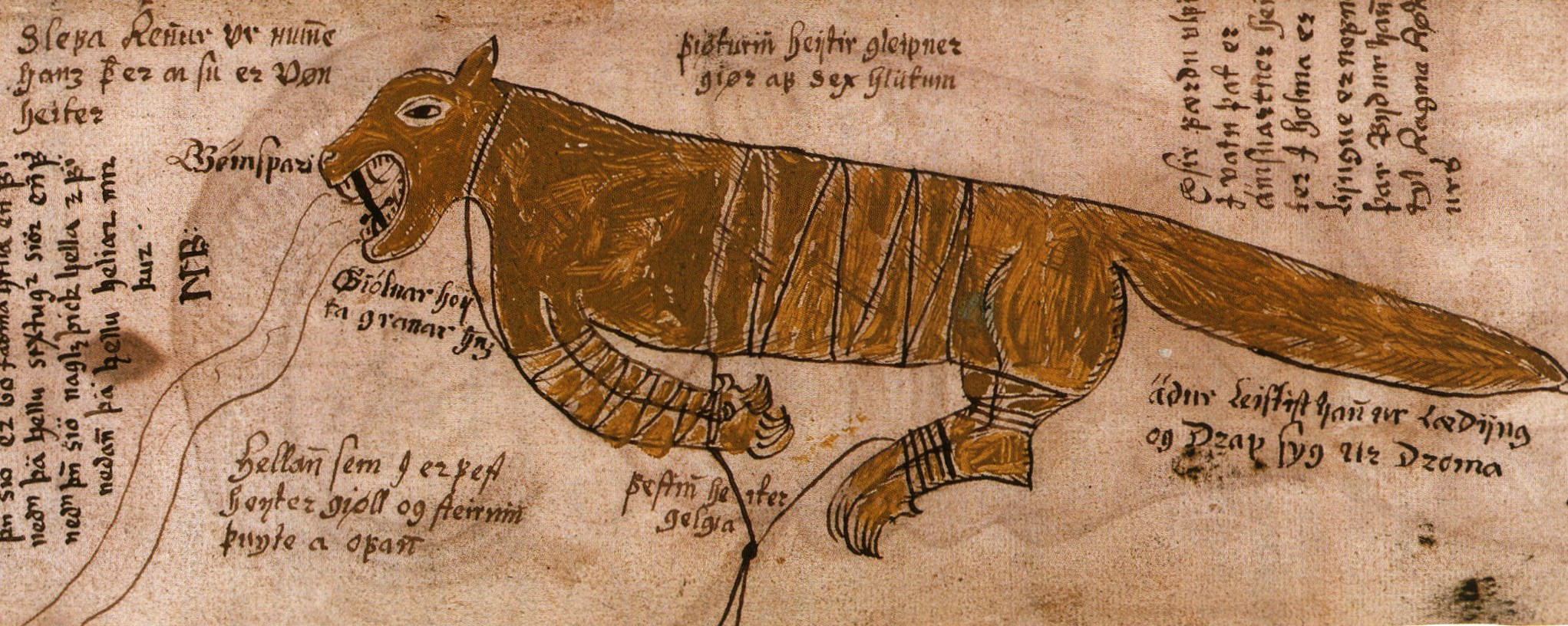
Fenrir enchaîné. Manuscrit ÁM 738 4to, 1680, Reykjavik, Institut Árni Magnússon.

Seul Týr a le courage d'accepter la proposition, et il s'exécute. Fenrir attaché se démène mais plus il essaye de se libérer, plus le lacet se raidit. Alors tous les Ases éclatent de rire, sauf Týr, qui venait de perdre sa main. Les dieux attachent les liens au sol tandis que Fenrir se débat et tente de les mordre. Pour l'en empêcher, les Ases lui mettent une épée en travers de la gueule (la garde reposant sur la mâchoire inférieure et la pointe à l'opposé). Depuis, le loup ne cesse de rugir, et de la bave s'écoule de ses mâchoires formant les fleuves Ván (espoir) et Víl (volonté). Il restera ainsi attaché  jusqu'à la bataille prophétique du Ragnarök, lorsque toutes les chaînes se briseront.
Dans le poème eddique Lokasenna, le dieu malin Loki s'en prend bien  successivement aux principaux dieux par une joute verbale. Loki alors s'en prend à Týr en évoquant la perte de sa main par Fenrir :
| Loci qvaþ: 38. «Þegi þv, Tyr! þv kvnnir aldregi bera tilt meþ tveim; handar ennar hogri mvn ec hinnar geta, er þer sleít Fenrir fra.» | Loki dit : 38. «Tais-toi, Týr, Jamais tu n'as su Rétablir la paix entre deux opposants; Ta dextre, Je la mentionnerai, Celle que t'arracha Fenrir.» |  |

| Tyr qvaþ: 39. «Handar em ec vanr, enn þv hroþrs-vitniss, ba/l er beggia þrá; vlfgi hefir oc vel, er i bondom scal bíþa ragnara/crs.» | Týr dit : 39. «S'il me manque une main, À toi manque Hródvitnir ; Malheur nous angoisse tous deux. Le loup ne l'a pas belle non plus Qui dans les chaînes doit Attendre le crépuscule des dieux.» |  |

### Ragnarök
Dans l'eschatologie nordique, il est prophétisé qu'une grande bataille aura lieu dans laquelle les géants, conduits par le dieu Loki, attaqueront les Ases sur la plaine de Vígríd. Cet événement s'appelle le Ragnarök. Toutes les chaînes se briseront, et le loup Fenrir, comme son père Loki, sera libéré. Le géant du feu Surt combattra aux côtés des autres forces du chaos et enflammera le monde, qui coulera dans l'océan. Au cours de cette bataille, la majorité des dieux, et tous les hommes hormis un couple, Líf et Lífþrasir, périront. Plusieurs textes s'accordent à dire que le dieu Odin sera tué par le loup monstrueux Fenrir. Puis le fils d'Odin, Vidar, vengera son père, tuant Fenrir en lui arrachant la mâchoire ou en lui transperçant le cœur avec son épée.

#### Edda poétique
Le poème eddique Völuspá décrit en détail les évènements du Ragnarök et mentionne Fenrir à plusieurs reprises. À la strophe 40 il est dit « À l'est siégeait une vieille dans la Forêt de Fer et elle y engendra la lignée de Fenrir, c'est l'un d'entre eux qui vola l'astre sous une forme monstrueuse ». La strophe 53 annonce qu'à la bataille, le dieu Odin ira combattre le loup (Fenrir) mais il sera tué. On apprend ensuite à la strophe 55 que le fils d'Odin, Vidar, vengera son père en transperçant le cœur de Fenrir :
| 55. Þá kemr inn mikli mögr Sigföður Viðarr vega at valdýri; lætr hann megi hveðrungs mund um standa hjör til hjarta; þá er hefnt föður. | 55. Alors arrive le noble Fils de Sigfödr, Vidarr, pour tuer La bête à charogne, Du poing il enfonce L'épée jusqu'au cœur Du fils de Hvedrungr Voici que le père est vengé. |  |

Dans le poème eddique Vafþrúðnismál, le dieu Odin et le géant Vafþrúðnir jouent à un classique jeu de questions où ils s'interrogent sur les choses des mondes, testant ainsi mutuellement leur sagesse. À la strophe 52, Odin demande au géant ce qui causera sa mort au Ragnarök, et celui-ci répond à la strophe suivante que le loup (Fenrir) l'engloutira, mais Vidar le vengera en fendant la gueule du loup. Ceci diffère quelque peu du récit de la Völuspá. Une autre référence au combat se trouve à la strophe 17 des Grímnismál où il est dit simplement que Vidar vengera son père, mais Fenrir n'est pas mentionné.

#### Edda de Snorri

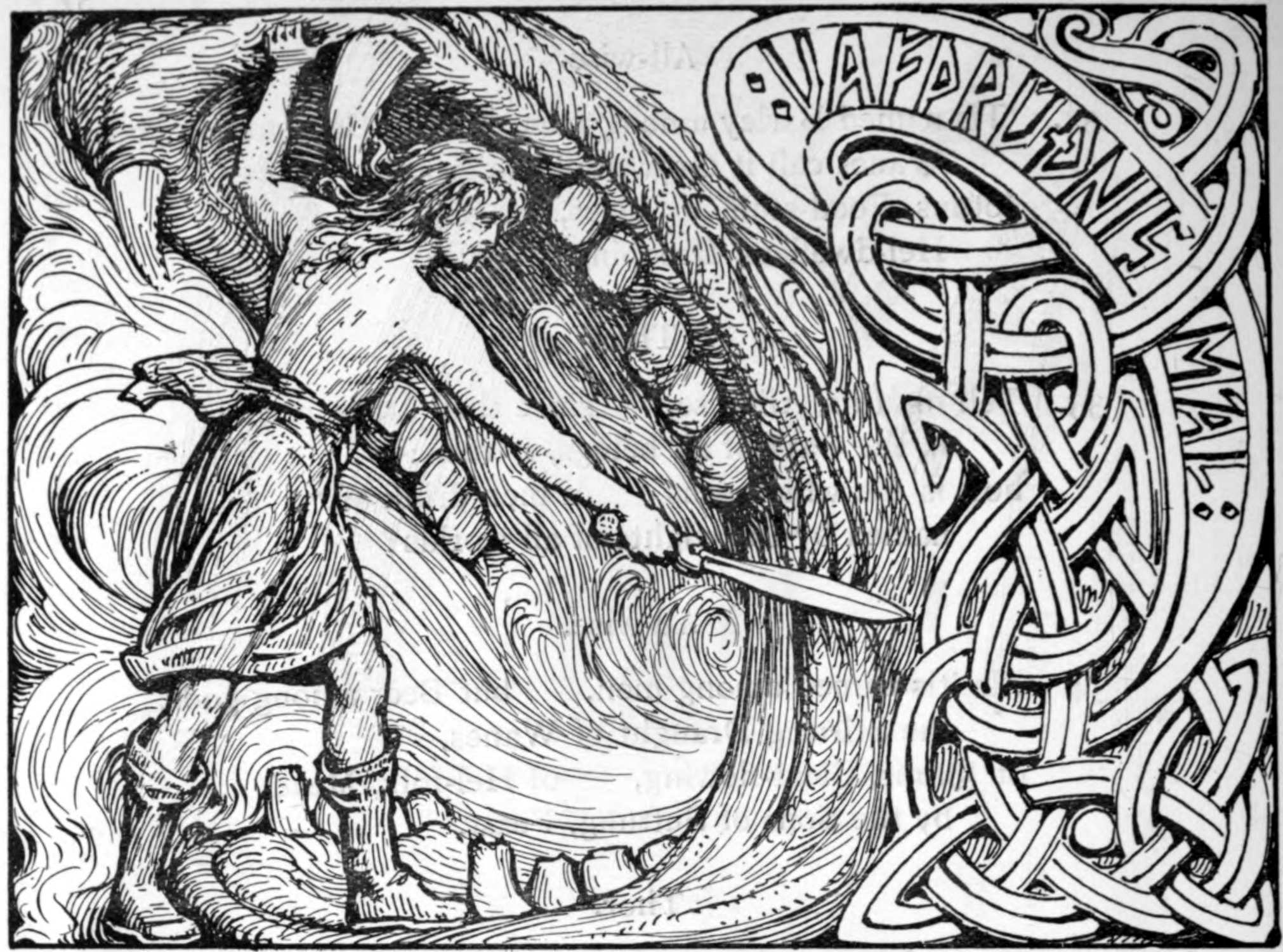
Vidar combat Fenrir. Illustration de W. G. Collingwood (1908).

Le Ragnarök est décrit dans l'Edda de Snorri, au chapitre 51 de la partie Gylfaginning. Fenrir se libèrera et accompagnera les géants à la bataille contre les dieux, ce que Snorri évoque en ces termes :

« Le loup Fenrir marchera la gueule béante, la mâchoire inférieure rasant la terre et la mâchoire supérieure touchant le ciel, et il l'ouvrirait davantage encore s'il y avait la place. Des flammes jailliront de ses yeux et de ses narines. »

— Gylfaginning, chapitre 51
À la bataille, Fenrir engloutira Odin. Mais le loup sera ensuite tué par Vidar qui lui déchirera la gueule, description en désaccord avec la Völuspá dont les vers sont pourtant cités dans le texte.

« Le loup engloutira Odin, et telle sera sa mort. Mais aussitôt, Vidar s'avancera et posera un pied sur la mâchoire inférieure du loup. À ce pied, il porte la chaussure dont la matière a été assemblée de toute éternité : ce sont les morceaux de cuir que les hommes rognent à la pointe et au talon de leurs chaussures, et c'est la raison pour laquelle tout homme qui veut venir en aide aux Ases doit jeter ces rognures. D'une main, il saisira la mâchoire supérieure du loup et lui déchirera la gueule : telle sera la mort du loup. »

— Gylfaginning, chapitre 51